# Облиш (пісня)
«Обли́ш» — перший сингл українською мовою Світлани Лободи, який вийшов 23 листопада 2015 року, напередодні Міжнародного дня боротьби за ліквідацію насильства проти жінок (25 листопада), присвячений темі домашнього насильства.

## Огляд
Перший україномовний сингл в репертуарі артистки був вперше представлений під час концерту в Харкові в рамках туру «Пора домой» і настільки зворушив авдиторію своєю драматичністю і емоційним напруженням, що люди плакали на виступі. Новий сингл — це трагічне послання, покликане привернути увагу до однієї з найважливіших проблем людства: насильства проти жінок. LOBODA неодноразово піднімала гострі теми в своїй творчості, проте саме композицією «Облиш» вирішила почати потужний соціальний артпроєкт на захист жінок, які постраждали від тиранії в сім'ї.
|                    | Це мій перший сингл українською мовою. Від цієї пісні я плачу. Вона про любов, якої більше немає. Знаєте, в ній є неймовірний надрив, така приреченість, але при цьому вона дуже світла і чиста. Ті, хто переживали справжню любов, нехай навіть одного разу, зрозуміють мене. Пісня «Облиш» — про любов, яка залишила глибокий слід. Вона про почуття, яке буде жити вічно. Цей сингл має для мене величезне значення і несе велику історію, що надає сенсу її виконання і змушує бути максимально відвертою з глядачем, |
| — Світлана Лобода. | |

## Музичне відео
23 листопада 2015 року в YouTube було представлено музичне відео на композицію.
|                                        | Ми часто ставимо запитання, що таке любов, але не даємо їй визначення. Ми говоримо про значущість і роль жінки на землі, забуваючи про кількість жертв, які щодня піддаються насильству. По суті, любов чоловіка — це завжди битва за трофей. Любов жінки — це жертва. А що якщо жінка нескінченно приходить на землю, щоб навчити людину любові, подарувати життя і знову і знову бути розп'ятою? у нашому відео, в театральних перебільшених декораціях, ми розповідаємо історію про складні взаємини чоловіка і жінки. Через гру світла і тіні, через красиві образи ми проводимо лінію ката і жертви — того, хто любимо, і того, хто любить |
| — коментує нову відео роботу співачка, | |

Режисеркою відео виступила Нателла Крапівіна, музична продюсерка Лободи.
|                                                       | Кліп на пісню «Облиш» — драматична історія про безмежну і безумовну любов жінки до чоловіка, про її жертовність… У кліпі «Облиш» я створила «Театр пристрастей людських». Символіка різного роду підкреслює, наскільки важлива роль жінки в суспільстві, в сім'ї і як часто її в буквальному сенсі розпинають на хресті життя |
| — пояснює режисерський задум відео Нателла Крапівіна, | |

Щоб відтворити атмосферу театральності, LOBODA відмовилася від пейзажних зйомок за кордоном і зупинила свій вибір на одному з київських павільйонів. Протягом п'яти днів команда артистки монтувала складні декорації. Згідно з ідеєю картини, сюжет кліпу розгортається в трьох основних локаціях — кухні, оранжереї і ванній кімнаті. Кожна з них має своє колірне рішення і сенс, але загальним залишається одне — темна холодна гамма, відчуття душевної порожнечі і занедбаності.
В YouTube цей відеокліп станом на червень 2018 року має близько 3 млн переглядів.

## Відгуки
Музичне відео отримало змішані відгуки від шанувальників творчості співачки.